# Tango Desktop Project

Die Farbpalette des Tango Desktop Projects

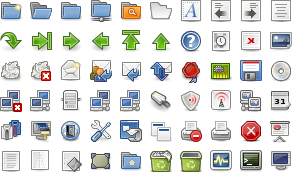
Beispiele aus dem Tango-Iconset

Das Tango Desktop Project war ein 2006–2009 aktives freedesktop.org-Projekt mit dem Ziel, Benutzern eine einheitlichere grafische Benutzeroberfläche zu ermöglichen. Es stellte Entwicklern einen einheitlichen Iconsatz zur Verfügung, da die unterschiedliche Gestaltung der seinerzeitigen Desktop-Umgebungen von Microsoft Windows XP, macOS, KDE und Gnome es Entwicklern schwer machte, Programme optisch zu integrieren. Programme, die Icons benutzen, die dem Tango-Stil folgen, sollten sich trotz der verschiedenen Oberflächen äußerlich gut einpassen.

## Ziele
Das Projekt definierte einen Standard zur Gestaltung von Icons, um das äußere Erscheinungsbild freier Desktopumgebungen einheitlicher zu gestalten. Vorlagen erleichterten dazu die Arbeit. Abgesehen von visuellen Richtlinien hatte das Projekt das Ziel, einprägsame Namen für die Icons zu finden und diese standardisiert zu benennen. Skripte halfen bei der automatischen Benennung.

## Verwendung
In der Open-Source-Community fanden die Tango style guidelines seinerzeit breite Akzeptanz. Software wie GIMP, Scribus, Inkscape, Linux-Distributionen, ReactOS und Icons der Desktop-Umgebung Gnome orientierten sich an diesem Standard. Auch proprietäre Software kann die Icons, die im Rahmen des Tango Desktop Project entstanden sind, benutzen. Bekannte Closed-Source-Software dieser Art waren beispielsweise VMware Workstation 6 sowie Medsphere OpenVista CIS in älteren Versionen. Auch der Browser Mozilla Firefox verwendete auf Linux die Tango-Icons. Das Wine-Projekt verwendet es in seinen Standardprogrammen. Mit Plango existiert ein Theme für Plone.
Ab Version 0.8.90 (erschienen 2009) sind die Icons gemeinfrei (englisch public domain), vorherige Versionen standen unter der Creative Commons Attribution Share-Alike-Lizenz.

## Farbpalette
Die folgende Farbpalette wird von dem Tango Desktop Projekt verwendet, nach Farbsorte und Helligkeit sortiert:
| Butter      | fce94f | edd400 | c4a000 |
| Orange      | fcaf3e | f57900 | ce5c00 |
| Chocolate   | e9b96e | c17d11 | 8f5902 |
| Chameleon   | 8ae234 | 73d216 | 4e9a06 |
| Sky Blue    | 729fcf | 3465a4 | 204a87 |
| Plum        | ad7fa8 | 75507b | 5c3566 |
| Scarlet Red | ef2929 | cc0000 | a40000 |
| Aluminium   | eeeeec | d3d7cf | babdb6 |
| Aluminium   | 888a85 | 555753 | 2e3436 |